# Lasiolopha olivacea
Lasiolopha olivacea är en fjärilsart som beskrevs av George Francis Hampson 1893. Lasiolopha olivacea ingår i släktet Lasiolopha och familjen trågspinnare. Inga underarter finns listade i Catalogue of Life.